# Lanfeust Mag
Lanfeust Mag est un magazine mensuel français de bande dessinée dont le 1er numéro est publié en mai 1998. Il est créé par Christophe Arleston, Dominique Latil et Mourad Boudjellal. Le dernier numéro est le 227 daté de février 2019.

## Comité rédactionnel
- Rédacteur en chef : Christophe Arleston
- Rédacteur en chef-adjoint : Dominique Latil
- Assistante de rédaction : Laetitia Zaneboni

## Orientation éditoriale et contenu
Lanfeust Mag est un mensuel de bandes dessinées régi par la loi sur les publications à la jeunesse. Édité par Soleil Presse, Lanfeust mag est un magazine orienté « Aventure, Fantasy, Science-fiction et Humour » prépubliant des séries éditées par Soleil Productions avant leurs parutions. Lanfeust Mag tire son nom de la série phare d'Arleston : Lanfeust de Troy. Le magazine possède des séries récurrentes comme les Lanfeust, Trolls de Troy, Les Conquérants de Troy, Luuna, Marlysa, Les Forêts d'Opale, Elixirs, Hana Attori, SinBad, Zorn & Dirna, Skyland, Nocturnes Rouges, Cross Fire, etc.
Par la suite, le magazine se diversifie et publie des écrivains amateurs ou plus confirmés dans ses pages, avec chaque mois des récits complets, nouvelles, rubriques (comme Ici l'Ombre de Richard D. Nolane, présente depuis le #1, La Sale Page de la Geekette de Rutile (autrice), les Râleries de Dame Bauthian d'Isabelle Bauthian ou encore la Bibliothèque Idéale de Thierry Bellefroid), strips, ou comix. S'y trouvent également Héroic Pizza et Le Blogustin et Pamela Hérodote d'Augustin, Barbeuk et Biaphynn, Les P'tits Diables d'Olivier Dutto, Les Goblin's, En plein dans mythe et le Nawakopaedia, Chers consommateurs, Epictète, Rodolphe puis Lucie par Lucie Arnoux, Contes cruels pour enfants, etc.
Le rachat de Soleil Presse par Les Éditions Delcourt en juin 2011 ouvre le champ des pré-publications aux titres phares de l'éditeur (De Capes et de Crocs, Garulfo...), permettant de faire découvrir de nouveaux univers aux lecteurs du Mag. Mais l'inverse n'est pas vrai, les nouveaux lecteurs se font rares et le magazine reste chroniquement déficitaire. 
Le magazine connaît une nouvelle formule en 2016 avec une maquette remaniée. En mars 2018, avec son numéro 217, le magazine passe de 116 pages à 100 pages et à un papier plus fin, pour le même prix. 
Delcourt décide de son arrêt début 2018 et laisse un an aux créateurs pour mettre fin à leur aventure. La nouvelle est annoncée aux lecteurs en janvier 2019 et la parution s'arrête donc en février après le no 227.
Christophe Arleston emporte toutefois la force motrice du journal en créant les éditions Drakoo avec Olivier Sulpice, et y fait venir de nombreux auteurs auparavant publiés dans Lanfeust Mag.

## Gottferdom Studio
Le Gottferdom Studio est un atelier regroupant des dessinateurs, scénaristes et coloristes de bandes dessinées. Avec la création de Lanfeust Mag, il en est devenu le siège logique.
Le magazine a permis de procéder à des expérimentations et de donner de la visibilité à de nouvelles séries et de nouveaux auteurs qui ont pu être lancés sur le marché grâce à ce tremplin.
Chaque mois en début de mag, des comic strips de Dav narrent les « aventures » des membres du Gottferdom Studio.
Le studio reste actif malgré l'arrêt du magazine. Il est aujourd'hui le siège des éditions Drakoo, rattachées au groupe Bamboo.